# Moose Mountain n.º 63
Moose Mountain n.º 63 es un municipio rural canadiense situado en la provincia de Saskatchewan.

## Superficie
Moose Mountain n.º 63 tiene una superficie de 718,23 km².

## Demografía
En 2021, tenía 489 habitantes, una densidad poblacional de 0,7 hab./km², y 224 viviendas.